# Федерал 2
Федерал 2 (фр. Fédérale 2) је четврти ранг клупског рагби 15 такмичења у Француској.

## О такмичењу
Рагби је други спорт у Француској. У четвртој француској лиги, 96 рагби клубова је распоређено у 8 група. У овој лиги, клубови имају прилику да се изборе са пласман у виши ранг такмичења, трећу француску лигу.
Група 1
- Арас
- Каен
- Мунисипал Кламарт
- Жу ле турс
- Лил
- Олимпик Маркојис
- Стад Нант
- Атлетик Орсеј
- Универзитетски клуб Париз
- Суреснес
- Турс
- Атлетик Виерзон

Група 2
- Оксерис
- Спортиф Беон
- Серги понтојис
- Долојис
- Дренси
- Епернеј
- Ле кресот
- Лонс ле сонијер
- Масон
- Сеинт клод
- Стразбур
- Вилефренш саон

Група 2
- Оксерис
- Спортиф Беон
- Серги понтојис
- Долојис
- Дренси
- Епернеј
- Ле кресот
- Лонс ле сонијер
- Масон
- Сеинт клод
- Стразбур
- Вилефренш саон

Група 3
- Ампујис
- Белегарде валсерине
- Корнон
- Гиворс
- Монтмељен
- Сеинт марселин
- Сеинт савин
- Албертвил
- Расинг виши
- Виен
- Вилербан
- Визил

Група 4
- Бастија
- Бедерикс
- Оранџ
- Драгињан
- Грас
- Порт де бос
- Монтекс
- Стад Ница
- Романс
- Сеинт Рафаил
- Сорхес
- Вендрес

Група 5
- Анголем
- Коњак
- Фигек
- Гордон
- Гуерет
- Лормонт
- Малеморт кореце
- Стад Ниорт
- Нонтрон
- Риберак
- Рошфорт
- Сеинт Жан

Група 6
- Ер Адор
- Спортив Базас
- Тарнос Букау
- Спортив Кастељокс
- Фумел Либос
- Спортив Тестерин
- Стад Лангон
- Атлетик Ногаро
- Сеинт Медард
- Сеинт Палас
- Селес
- Состонс

Група 7
- Ентенте Арамитс
- Аржелес Газост
- Стад Бежнерис
- Авенир Бизанос
- Атлетик Кастелсерис
- Атлетик Хогетме
- Котекс лук
- Спортив Морлас
- Пејероад
- Сеинт Жирос
- Атлетик Сеинт Север
- Валенс Ажен

Група 8
- Сарсасон
- Авенир Кастанен
- Олимпик Кастелнедори
- Олимпик Тулуз
- Спортив Жордан
- Стад Лавеланет
- Ломбез Саматан
- Ентенте Миранде
- Ривсалтес
- Родез
- Пешбони
- Вилфранш Лореж

## Историја
Листа победника четврте француске лиге у рагбију
- 2001. Блањак
- 2002. Бобињи
- 2003. Кахорс
- 2004. Универзитетски клуб Париз
- 2005. Женевилије
- 2006. Нафароа
- 2007. Авенир валенсијен
- 2008. Сарсасон
- 2009. Авенир кастанен
- 2010. Блањак
- 2011. Стад фосен
- 2012. Виен
- 2013. Шамбери
- 2014. Анголем сојокс
- 2015. Стразбур
- 2016. Сеинт Жан
- 2017. Хијерес ла крау